# Saint-Maurice-la-Fougereuse
Saint-Maurice-la-Fougereuse foi uma comuna francesa na região administrativa da Nova Aquitânia, no departamento de Deux-Sèvres. Estendia-se por uma área de 35,84 km². Em 2010 a comuna tinha 891 habitantes (densidade: 24,9 hab./km²).
Em 1 de janeiro de 2016, passou a formar parte da nova comuna de Saint-Maurice-Étusson.